# Dak'Art 2010
Dak'Art 2010 è la nona edizione d'arte della Biennale di Dakar, consacrata all'arte contemporanea africana e organizzata a Dakar in Senegal nel 2010.

## Storia
La nona edizione della Biennale di Dakar (decima se si considera come prima l'edizione del 1990 dedicata alla letteratura) festeggia il ventesimo anniversario della Biennale di Dakar con il titolo.

## Organizzazione
I curatori della Biennale di Dakar del 2010 sono Marilyn Martin, Kunlé Filani, Marème Malong Samb, Sylvain Sankalé e Rachida Triki.
Il comitato d'orientazione è presieduto da Gérard Sénac e costituito da Al Hassane Ba, Amadou Tidiane Fassa, Oumar Ndao, Sidy Seck, Abdoulaye Racine Senghor, Baïdy Agne, Daouda Diarra, Thérèse Turpin Diatta, Aminata Diaw Cissé, Viyé Diba, Mame Bintou Ly Danie Pierre Diehdiou, Babacar Diop, Annie Jouga, Kalidou Kasse, Massamba Mbaye, Moustapha Ndiaye, Mauro Petroni, Issa Samb, Bibi Seck, El Hadji Sy e Moustapha Tambadou. Il segretario generale della biennale è Ousseynou Wade.

## Programma

### Programma ufficiale
Il programma ufficiale della Biennale di Dakar del 2008 è strutturato in 3 principali esposizioni: un'esposizione internazionale (chiamata anche nel catalogo selezione), un'esposizione retrospettiva e un'esposizione di artisti invitati.

### Esposizione internazionale
L'esposizione internazionale è dedicata ad artisti che non hanno mai partecipato a precedenti edizioni della Biennale di Dakar e si appoggia ancora una volta al metodo delle candidature libere: gli artisti possono liberamente presentare una domanda di partecipazione alla biennale e i curatori selezionano le opere tra quelle proposte.

### Esposizione retrospettiva
L'esposizione retrospettiva presenta nuove opere di artisti che hanno vinto il gran premio Léopold Sédar Senghor delle precedenti edizioni della Biennale di Dakar. La mostra non espone le opere che hanno ricevuto i premi ma altri lavori.

#### Dibattiti
Partecipano ai dibattiti
Aminata Diaw Cissé, Daniel Sotiaux, Amadou Lamine Sall, Oumou Sy, Yacouba Konaté, Salah Hassan, Krydz Ikwuemesi, Meskerem Asseged, Sidy Seck, Babacar Diop detto Buuba, Boubacar Traoré, Barbara Prezeau, Youma Fall e Achille Mbembé.

## Partecipanti

### Esposizione internazionale
- Ahanonu Nduwhite Ndbuisi
- Nirveda Alleck
- Fatiha Al Zemmouri
- Barkinado Bocoum
- Armand Boua
- Dalila Leila Dalléas
- Nabil El Malhloufi
- Hasan & Husain Essop
- Claire & Rose (Claire Gavronsky & Rose Shakinovsky)
- Mulugeta Gebrekidan
- Daniel Halter
- Mouna Jemal Siala
- Svea Josephy
- Peterson Kamwathi
- Moridja Kitenge Banza
- Huda Lutfi
- Nandipha Mntambo
- Mwamba Mulangala
- Serge Alain Nitegeka
- Ikechukwu Francis Okoronkwo
- Cameron Platter
- Amalia Ramanankirahina
- Papa Amadou Khoudia Tounkara
- Oswald Uruakpa
- Patrick Wokmeini
- Roger Yapi

### Esposizione retrospettiva
- Fatma Charfi
- Mansour Ciss Kanakassy
- Viyé Diba
- Moustapha Dimé
- Mounir Fatmi
- Abdoulaye Konaté
- Ndary Lô
- Michèle Magema
- Zerihun Yetmgeta

### Artisti invitati
- Mario Benjamin
- Maksaens Denis
- Céleur Jean Herard
- Barbara Prezeau

### Documenti dell'evento
- (FR) Dak'Art 2010: 9ème Biennale de l'art africain contemporain (cat. expo.), Dakar, 2010. Con testi di Gérard Sénac, Marylin Martin, Sylvain Sankale, Rachida Triki, Funle Kilani, Marème Malong Samb e Momar Nguer, Amadou Lamine Sall, Daniel Sotiaux, Babacar Mbaye Diop, Maskerem Aguessed, C. Krydz Ikwuemezi, Aminata Diaw, Sidy Seck, Massamba Mbaye e Youma Fall.

- Marie Perrin, Les publics de l'art contemporain produit en Afrique. Etude de cas : La biennale des arts Dak'Art 2010, Sénégal, Editions Universitaires Européennes, 2012.

### Articoli e recensioni
- (FR) Virginie Andriamirado, Dak'Art 2010: Une biennale amputée mais agissante in "Africultures", 2010
- (EN) Jelle Bouwhuis & Kerstin Winking, Review of Dak'Art 2010: Looking back, facing forward? The 9th Biennial of Contemporary African Art in Dakar. Including photos in "Universes in Universe", 2010.
- (EN) Marilyn Martin, A platform for African artists - the 2010 Dakar Biennale : views and (re)views in "De Arte", n. 82, 2010, pp. 59 -65.
- (EN) Ugochukwu-Smooth Nzewi, Amy L. Powell, Lotte Arndt, Dak'Art Biennale, Dakar, Senegal. May 7-June 7, 2010 in "African Arts", Summer 2011, Vol. 44, No. 2, pp. 80-87.
- (EN) Ugochukwu-Smooth Nzewi, Dak’Art 2010: The 9th Biennale of Contemporary African Art, Studio (Summer/Fall 2010): 39-40.
- (IT, EN) Iolanda Pensa, Dak'Art 2010: prospettive e retrospettive: Il 2010 è stato un anno di bilanci per la Biennale d'arte contemporanea di Dakar arrivata alla decima edizione e al ventesimo anniversario in "Domus" online, 2011.
- Powell, Amy L. “Multi-Sited Frameworks and Critical Engagement with Dak’Art 2010,” African Arts, vol. 44, issue 2 (Summer 2011): 83-5.